# Morrisographium ulmi
Morrisographium ulmi är en svampart som först beskrevs av E.F. Morris, och fick sitt nu gällande namn av Illman & G.P. White 1985. Morrisographium ulmi ingår i släktet Morrisographium, divisionen sporsäcksvampar och riket svampar.   Inga underarter finns listade i Catalogue of Life.